# Goldbach (Turíngia)
Goldbach é uma vila e antigo município da Alemanha localizado no distrito de Gota, estado da Turíngia. Goldbach foi a sede do verwaltungsgemeinschaft de Mittleres Nessetal. Desde 1 de janeiro de 2019, faz parte do município de Nessetal.